# الاستفادة من الزراعة لتحسين التغذية والصحة
إن الاستفادة من الزراعة من أجل تحسين التغذية والصحة هو عنوان كل من المشاورات حول السياسة العالمية والمؤتمر الدولي الذي سيعقد في نيودلهي بالهند من 10 إلى 12 فبراير 2011، والذي سيدرس الروابط بين العمل في قطاعات الزراعة والتغذية والصحة، وينظم المؤتمر المعهد الدولي لبحوث السياسات الغذائية (IFPRI) بدعم من بنك التنمية الآسيوي، ومؤسسة بيل وميليندا غيتس، والمؤسسة الألمانية للتعاون الدولي، والرابطة الاقتصادية الهندية، ومركز بحوث التنمية الدولية، وبيبسيكو، وقسم التنمية الدولة التابع للأمم المتحدة، والوكالة الأمريكية للتنمية الدولية، ومبادرة إطعام المستقبل، والبنك الدولي.

## الروابط بين الزراعة والتغذية والصحة
المنتجات الزراعية ليست فقط مصادر الطاقة والمغذيات، ولكن أيضا مصادر للوقود ، والدواء، والألياف، والخشب. والزراعة كنشاط هي أيضا مصدر رزق ودخل لكثير من سكان العالم لا سيما أولئك الذين يعيشون في المناطق الريفية، ولهذا السبب فإن لها تأثيرا إيجابيا كبيرا على الصحة والتغذية.
على الجانب السلبي فإن الزراعة لها العديد من الآثار السلبية على الصحة حيث يمكن للإنتاج الزراعي والتجارة والتوزيع أن تؤثر سلبًا على البيئة من خلال المبيدات الحشرية والأسمدة البتروكيميائية التي تلوث التربة والمياه الجوفية، ووفقا لمنظمة الصحة العالمية ما يزال حوالي 1.1 مليار شخص يفتقرون إلى مياه الشرب الآمنة.
وتشمل الآثار السلبية الأخرى المخاطر الصحية والبيئية على المنتجين والعمال من خلال التعرض للطقس السئ ، والتعامل مع المنتجات الكيميائية والبيولوجية ، والعمل لساعات طويلة، واستخدام الآلات الزراعية الخطرة.
والعكس صحيح حيث يمكن أن تؤثر الصحة والتغذية أيضًا على الزراعة؛ فسوء الحالة الصحية على إنتاجية المزرعة ودخل الأسرة مما يخلق حلقة مفرغة من الفقر وانعدام الأمن الغذائي واعتلال الصحة.

## التشاور السياسي والمؤتمر

### الأسباب المنطقية
الهدف من التشاور حول السياسات هو التغلب على عزلة صانعي السياسات والممارسين العاملين في قطاعات الزراعة والتغذية والصحة، وللاستفادة من التفاعلات القوية والتآزر بين هذه القطاعات. وبالنظر إلى المشاكل التي تواجهها العديد من البلدان الفقيرة لتحقيق الأهداف الإنمائية للألفية بحلول عام 2015 تأمل المبادرة تجميع المعلومات وبناء توافق في الآراء من أجل عمل مشترك يستفيد من الزراعة لتحسين التغذية والصحة.

### العملية والأحداث
بدأت العملية في أكتوبر ونوفمبر2010 بثلاث ندوات في واشنطن العاصمة وبالإضافة إلى الندوات الرئيسية والمؤتمر الرئيسي في فبراير 2011 في الهند ، تتضمن المشاورة أيضًا مسابقة للكتابة للشباب حيث يمكن للشباب الذين تتراوح أعمارهم بين 14 و 18 عامًا تقديم العديد من الأفكار حول كيفية تغيير الزراعة لإنتاج طعام أفضل وضمان صحة أفضل.
الندوات في أكتوبر ونوفمبر 2010 كانت:
•	مؤشر الجوع العالمي لعام 2010: التركيز على أزمة نقص التغذية لدى الأطفال في 14 أكتوبر 2010.
•	فهم التفاعلات بين الزراعة والصحة في 28 أكتوبر 2010.
•	السكان والنباتات المغذية: رؤى جديدة حول تأثير الأسمدة على الزراعة والتغذية والصحة في 19 نوفمبر 2010.

## مبادرات وموارد أخرى
• دراسة الصحة الزراعية برعاية معاهد الصحة الوطنية الأمريكية
•	منصة البحوث الزراعية والصحية
•	بوابة الزراعة والصحة العامة
• برنامج دعم البحوث التعاونية الغذائية